# Centrale nucléaire de Calvert Cliffs
La centrale nucléaire de Calvert Cliffs est une centrale nucléaire située au bord de la baie de Chesapeake, à Lusby dans le Maryland (États-Unis).

## Description
La centrale est équipée de deux réacteurs à eau pressurisée (REP) qui ont été construits par Combustion Engineering :
- Calvert Cliffs 1 : 845 MWe, mise en service en 1974 pour 40 ans, puis 60 ans (2034).
- Calvert Cliffs 2 : 840 MWe, mise en service en 1976 pour 40 ans, puis 60 ans (2036).

Le groupe « Constellation Energy » est l'unique propriétaire et sa filiale « Constellation Nuclear » est l'exploitant de la centrale.

### Prolongation de l'exploitation
En l'an 2000, la NRC (Nuclear Regulatory Commission) a autorisé la prolongation de l'exploitation de la centrale pour les 20 prochaines années. Calvert Cliffs a été la première centrale à obtenir cette autorisation. 

Par ailleurs, le président George W. Bush a visité la centrale en juin 2005, c'était la première visite d'un président américain dans une centrale nucléaire depuis presque 30 ans.

Constellation Energy, la compagnie propriétaire de la centrale, a l'intention de construire un nouveau réacteur sur ce site.